# Union réelle
Une union réelle est, en droit international public, l’union de deux États consistant non seulement dans l'unité du chef d'État, mais aussi dans l'existence d'organes communs.

## Définition
D’éminents auteurs, tel Georg Jellinek, n’ont vu dans l’union réelle qu’une variété de confédération d’États,. Une union réelle se rapproche, en effet et à bien des égards, d’une confédération d’États. D’une part, la création d’une union réelle résulte, comme celle d’une confédération d’États, d’un traité — ou de lois concordantes transposant un accord — et non, contrairement à l’État fédéral, d’une constitution. D’autre part, une union réelle, comme une confédération d’États, n’est pas un État, contrairement à un État fédéral, de sorte que les États membres d’une union réelle, comme les États confédérés, conservent leur souveraineté, contrairement aux États fédérés.
Mais l’union réelle se distingue de la confédération d’États : alors que celle-ci dispose d’au moins un organe propre, l’union réelle se caractérise par le fait que certains organes sont communs à ses États membres.[pas clair]
La distinction de l’union réelle et de l’union personnelle est plus délicate à établir. Deux définitions de l’union personnelle et de l’union réelle ont été proposées. Selon la première, il y a union réelle — et non plus union personnelle — dès lors que les États ainsi unis ont choisi d’avoir un chef d’État commun, c’est-à-dire dès lors que l’unité de chef d’État résulte d’un accord de volonté, tel un traité. Selon la seconde définition, il y a union réelle — et non plus union personnelle — lorsque les États ainsi unis ont, en sus d’un chef d’État commun, au moins un autre organe commun chargé de gérer des affaires communes. Celles-ci comprennent, d’ordinaire, les affaires étrangères.

## Exemples historiques

### Pologne-Lituanie (1569-1791)
La Pologne-Lituanie ou république des Deux Nations, union réelle du royaume de Pologne et du grand-duché de Lituanie, est remarquable par sa durée, soit plus de 220 ans. Créée par le traité d’union signé à Lublin le 1er juillet 1569,,, elle s’est maintenue jusqu’à la fin du XVIIIe siècle.
Les deux États avaient en commun leur chef d’État et une diète. Le chef d’État commun portait le titre de « roi de Pologne et grand-duc de Lituanie » et était élu par l’assemblée électorale de la noblesse des deux pays. La diète bicamérale commune était composée d’un sénat et d’une chambre des députés et, à partir de 1673, une session sur trois se tenait à Grodno, alors en Lituanie.
À la suite de Stanisław Kutrzeba, la majorité des auteurs considèrent que l’union réelle a pris fin avec l’entrée en vigueur de la constitution du 3 mai 1791 qui lui aurait substitué un État unitaire. Cette interprétation reste néanmoins discutée et, pour certains auteurs, l’union réelle se serait maintenue jusqu’à l’abdication de Stanislas II Auguste, le 25 novembre 1795, à la suite du troisième partage de la Pologne.

### Saxe-Varsovie (1807-1813)
Le duché de Varsovie, État créé en 1807 par le traité de Tilsit, est considéré comme ayant été en union réelle avec le royaume de Saxe.

### Suède-Norvège (1815-1905)
La Suède-Norvège, union réelle des royaumes de Suède et de Norvège, de 1815 à 1905,.
Les deux États avaient en commun leur chef d’État et un ministère. Le chef d’État commun portait le titre de « roi de Suède et de Norvège ». Le ministère commun était celui des affaires étrangères.

### Autriche-Hongrie (1867-1918)
L’Autriche-Hongrie de 1867 à 1918,,.
Les deux États avaient en commun leur chef d’État, trois ministères et un organe de contrôle. Le chef d’État commun portait le titre d’« empereur d’Autriche et roi de Hongrie ». Les trois ministères communs étaient celui des affaires étrangères, celui de la guerre et celui des finances communes. L’organe de contrôle commun, dit Délégations, était composé de délégués des parlements respectifs des deux pays.
L’union réelle était complétée, jusqu’en 1907, d’une union douanière.

### Danemark-Islande (1918-1944)
De 1918 à 1944, le Royaume de Danemark et le Royaume d'Islande (devenu indépendant du Danemark en 1918, puis une république en 1944) avaient en commun leur chef d’État ainsi qu’une délégation spéciale composée de représentants des deux pays et chargées des affaires d’intérêt commun.

## Emplois minoritaires
Quelques auteurs ont employé l’expression « union réelle » pour souligner la prépondérance d’un État fédéré au sein d’un État fédéral. Par exemple, Robert Redslob a considéré que l’Empire allemand était en union réelle avec le royaume de Prusse. Pour cet auteur, il en était ainsi parce qu’en vertu de la Constitution de l’Empire allemand du 16 avril 1871, le roi de Prusse était, de plein droit, président de la Fédération, avec le titre d'Empereur allemand.
Quelques autres auteurs ont employé l’expression « union réelle » pour qualifier la relation d’un État à son parti unique lorsqu’une personne exerçant une fonction au sein de ce parti unique exerce de plein droit la fonction étatique correspondante.